# Manolo Saiz
 (octobre 2012).
Si vous disposez d'ouvrages ou d'articles de référence ou si vous connaissez des sites web de qualité traitant du thème abordé ici, merci de compléter l'article en donnant les références utiles à sa vérifiabilité et en les liant à la section « Notes et références ».
Manuel Saiz Balbas (dit Manolo Saiz) est licencé de l'INEF (es) (Institut national d'éducation physique) et ancien directeur sportif d'équipes cyclistes professionnelles espagnol, né le 16 octobre 1959. Il s'occupe désormais de la direction de l'équipe amateur Aldro depuis 2016.

## Biographie
Il commence sa carrière dans le cyclisme en 1986, en devenant responsable des équipes espagnoles juniors puis amateurs. En 1989, il crée l'équipe Once (sponsorisée par la Facultad de Ciencias de la loterie espagnole des aveugles).
L'aventure Once dure 14 ans, avec des grands succès comme les nombreuses victoires du Français Laurent Jalabert. Elle continue à partir de 2004 avec un nouveau sponsor : Liberty Seguros.
En 1992, lors de Paris-Nice, Manolo n'hésite pas à faire zigzaguer sa voiture pour éviter le retour dans le peloton de Pascal Lance distancé sur une crevaison.
En 1998, alors que le Tour de France est plongé dans la tourmente de l'affaire Festina, il obtient des équipes espagnoles qu'elles quittent la course. Réputé pour être impulsif, il déclare alors qu'« on a mis un doigt au cul du Tour » en faisant référence aux nombreuses perquisitions policières, en particulier celle du médecin de l'équipe Once, Nicolas Terrados-Cepeda, au cours de laquelle des corticoïdes sont découverts.
Quelques semaines plus tard, il devient président de l'Association des groupes sportifs. En 1999, il refuse que les prélèvements sanguins, utilisés pour le contrôle de l'hématocrite, soient utilisés pour contrôler la présence de produits dopants. En 2001, il déclare au journal Le Monde du 26 juillet que « le cyclisme professionnel a pris la bonne route. Aujourd'hui, il est propre. le moment est venu de ne plus parler de dopage ».
En 2005, il est l'un des instigateurs de l'UCI ProTour qui rassemble les 20 meilleures équipes du monde autour d'un calendrier de courses prestigieuses. 
La même année, son poulain, le coureur Roberto Heras, est contrôlé positif alors qu'il vient de remporter le Tour d'Espagne.
Pour la saison 2006, il recrute le Kazakh Alexandre Vinokourov.
Dans le cadre de l'affaire Puerto, il est arrêté le 23 mai 2006 par la brigade des stupéfiants, appréhendé en flagrant délit d'achat de substances interdites. Il est retenu 24 heures en garde à vue puis finalement relâché pour raison de santé. Le 8 juin, il annonce qu'il met provisoirement un terme à ses activités dans le cyclisme. Après avoir pris du recul avec le monde du cyclisme, Manolo Saiz déclare dans la presse espagnole en octobre 2007 son souhait de revenir un jour dans ce milieu. Pour l'heure, il se consacre à d'autres activités dans sa région natale de Cantabrie, notamment dans le domaine de l'hôtellerie et de la restauration.
Il est dans le box des accusés lors du procès de l'affaire Puerto qui se tient à Madrid en février 2013. Le 30 avril 2013, il est acquitté de toutes les charges. Sa première déclaration, après le verdict, est pleine d'émotion lorsqu'il remercie sa famille, ses amis et en particulier un cycliste, Carlos Sastre, qui a pensé à lui lors de sa victoire dans le Tour de France 2008.